# Guangdong
Guǎngdōng (traditionel kinesisk: 廣東, simplificeret kinesisk: 广东, pinyin: Guǎngdōng, Wade-Giles: Kuang-tung) er en provins langs den sydlige kyst i Folkerepublikken Kina. Udtrykket "Canton-provinsen" (baseret på en forældet fransk-afledt translitteration af "Guangdong") bruges nogle gange for Guangdong. Dette skal ses i modsætning til "Canton-byen", hvilket refererer til provinsens hovedstad, Guangzhou.
Pr. 2008 står provinsen for mere end en fjerdedel af Kinas samlede eksport.

## Geografi
Provinsen har en 4.300 km lang kystlinje til det Sydkinesiske hav hvor den grænser til de specielle administrative regioner Hongkong og Macao som ligger på hver sin side af den vig hvor Perlefloden eller Zhujiang munder ud. Mod nord grænser Guangdong til provinserne Guangxi, Hunan, Jiangxi og Fujian. Længst mod syd ligger halvøen Leizhou.

## Administrativ inddeling
Provinsen er inddelt i to byer på subprovinsiel niveau samt 19 bypræfekturer.
| Tal i parentes angiver beliggenhed på kortet | Kinesisk (Hanzi) | Areal (km²) | Indbyggertal 1. november 2000 | Indbyggertal 31. december 2007 |
| Subpprovinsielle byer                        |                  |             |                               |                                |
| -------------------------------------------- | ---------------- | ----------- | ----------------------------- | ------------------------------ |
| Guangzhou (9)                                | 广州             | 7 434       | 9 942 022                     | 10 045 800                     |
| Shenzhen (21)                                | 深圳             | 1 953       | 7 008 831                     | 8 615 500                      |
| Bypræfekturer                                |                  |             |                               |                                |
| Chaozhou (5)                                 | 潮州             | 3 100       | 2 402 068                     | 2 547 000                      |
| Dongguan (10)                                | 东莞             | 2 465       | 6 445 777                     | 6 947 200                      |
| Foshan (8)                                   | 佛山             | 3 848       | 5 337 709                     | 5 923 300                      |
| Heyuan (3)                                   | 河源             | 15 826      | 2 266 429                     | 2 818 200                      |
| Huizhou (11)                                 | 惠州             | 11 158      | 3 216 075                     | 3 875 000                      |
| Jiangmen (18)                                | 江门             | 9 541       | 3 956 827                     | 4 126 400                      |
| Jieyang (13)                                 | 揭阳             | 5 240       | 5 237 405                     | 5 699 100                      |
| Maoming (16)                                 | 茂名             | 11 458      | 5 238 426                     | 6 046 800                      |
| Meizhou (4)                                  | 梅州             | 15 908      | 3 802 186                     | 4 111 000                      |
| Qingyuan (1)                                 | 清远             | 19 153      | 3 146 713                     | 3 658 700                      |
| Shantou (14)                                 | 汕头             | 2 064       | 4 671 279                     | 5 001 300                      |
| Shanwei (12)                                 | 汕尾             | 5 271       | 2 453 479                     | 2 872 200                      |
| Shaoguan (2)                                 | 韶关             | 18 385      | 2 735 433                     | 2 948 800                      |
| Yangjiang (17)                               | 阳江             | 7 813       | 2 168 904                     | 2 357 300                      |
| Yunfu (7)                                    | 云浮             | 7 779       | 2 152 884                     | 2 372 100                      |
| Zhanjiang (15)                               | 湛江             | 12 471      | 6 070 702                     | 6 807 900                      |
| Zhaoqing (6)                                 | 肇庆             | 14 856      | 3 373 099                     | 3 752 000                      |
| Zhongshan (19)                               | 中山             | 1 800       | 2 363 322                     | 2 510 000                      |
| Zhuhai (20)                                  | 珠海             | 1 688       | 1 235 437                     | 1 454 400                      |
| I alt                                        |                  | 179 211     | 85 225 007                    | 94 490 000                     |

## Sprog
Guangdong er en sprogligt fragmenteret provins, hvor der tales flere forskellige kinesiske dialekter.
Den kantonesiske dialekt dominerer i deltaområdet ved Perlefloden samt i Hongkong og Macao. Kantonesisk adskiller sig sprogligt fra det officielle sprog i Kina, standardmandarin, såvel grammatisk som leksikalt og udtalemæssigt.
I præfekturerne Meizhou, Heyuan, Shaoguan og Huizhou i den nordøstlige del af provinsen er der store befolkningsgrupper, der taler hakka-dialekten, som i lighed med standardmandarin ikke er indbyrdes forståeligt med den kantonisiske dialekt. I Leizhouhalvøen samt i præfekturerne Chaozhou, Shantou, Jieyang og Shanwei ved provinsens østkyst dominerer variationer af min-dialekter, der er nært knyttet til dialekterne i den sydlige del af Fujian-provinsen.
Efter Folkerepublikken Kinas grundlæggelse i 1949 er standardmandarin blevet officielt sprog i Guangdong.

## Myndigheder
Den regionale leder i Kinas kommunistiske parti er Li Xi. Guvernøren er Ma Xingrui, pr. 2021.